# PMC VS Club Dogo - The Official Mixtape
PMC VS Club Dogo - The Official Mixtape è un mixtape dei gruppi musicali italiani Porzione Massiccia Crew e Club Dogo, pubblicato il 30 aprile 2004 dalla 5º Dan e dalla MiResidenza.

## Descrizione
Presentato il 30 aprile 2004 al Link di Bologna, PMC VS Club Dogo - The Official Mixtape contiene 26 brani registrati dai due gruppi con l'aggiunta di due artisti appartenenti al collettivo fondato dai Club Dogo, la Dogo Gang: Marracash e Vincenzo da Via Anfossi. Tra i membri della Porzione Massiccia Crew hanno partecipato Inoki, Shablo, Gianni KG, Rischio, Mopashà, Royal Mehdi, Nunzio, Lamaislam e Word.

## Tracce
1. Shablo - Intro
2. Inoki - Cronache di resistenza (Club Dogo instrumental)
3. Club Dogo feat. Vincenzo da Via Anfossi - La triade (PMC instrumental)
4. ExtraCees (Lamaislam, Royal Mehdi, Mopashà, Nunzio & Shablo - Extra state of mind (DJ Premier instrumental)
5. Club Dogo feat. Vincenzo da Via Anfossi & Marracash - Tutto il mondo (PMC instrumental)
6. Mopashà - Sottofondo (DJ Premier instrumental)
7. Jimmy Spinelli - Il rischio (Club Dogo instrumental)
8. Shablo feat. DJ Locca & DJ El Dedo - Interlude
9. Club Dogo - Hc Lover Click (PMC instrumental)
10. Shablo feat. Poopatch - Passion fruits (Chops instrumental)
11. Don Joe - Fuckk the Police (J Dilla instrumental)
12. Gianni KG - Luce nel buio (Club Dogo instrumental)
13. Marracash feat. Gué Pequeno - Casbah flow (Black Moon instrumental)
14. Lamaislam feat. Nunzio & Glory - Vida loca (Club Dogo instrumental)
15. Club Dogo feat. Lamaislam - Indecifrabili (Shablo exclusive remix)
16. Inoki - Freestyle (Club Dogo instrumental)
17. Gué Pequeno - Non confonderti (Alchemist instrumental)
18. Gianni KG feat. Jimmy Spinelli & Mopashà - Tango del cemento (Club Dogo instrumental)
19. Jake La Furia - Plaza Music (Bad Boy instrumental)
20. Jimmy Spinelli & Word - Bimba cresci (Oh No instrumental)
21. Vincenzo da Via Anfossi - Tu non vuoi problemi (Gang Starr instrumental)
22. Mic Meskin - Rabbia e dovere (Showbiz instrumental)
23. Jake La Furia - Il suono dei nemici (Obie Trice instrumental)
24. Club Dogo feat. Mic Meskin - Ruff Combo (Keep It Thoro instrumental)
25. Gué Pequeno - Killer verse (The Neptunes instrumental)
26. Shablo feat. DJ Locca & DJ El Dedo - Outro